# Terrey Hills
Terrey Hills ist ein ländlich geprägter Vorort Sydneys in New South Wales, Australien. Er liegt 25 km vom Stadtzentrum entfernt, dem Sydney Central Business District (Sydney CBD). Im Jahr 2021 wohnten dort 3142 Personen.

## Geschichte
Der Vorort liegt auf  Gebiet eines Sandsteinvorkommens, dem Hawkesbury-Sandstein. In diesem Gebiet lebten vor der europäischen Kolonisation die Aborigines der Kuringai, auch Guringai geschrieben, von denen auch einige Felszeichnungen erhalten geblieben sind.
Die Felszeichnungen stellen vermutlich Jagdszenen mit in Sandstein geritzten Menschen, Kängurus, Wallabys und weiteren Fußspuren dar.

Felszeichnungen
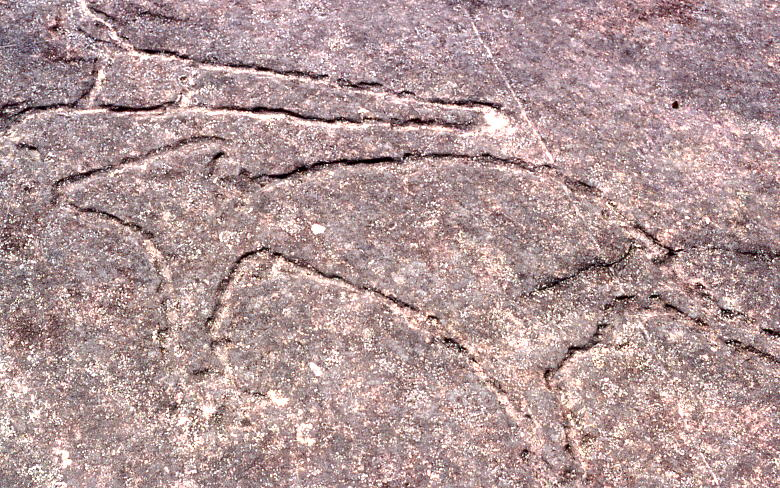
Vermutlich ein Wallaby oder Känguru
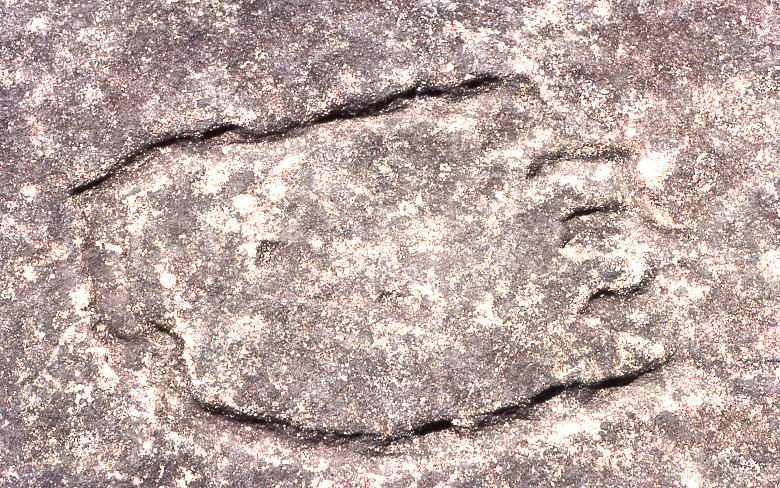
Eine von mehreren Fußspuren
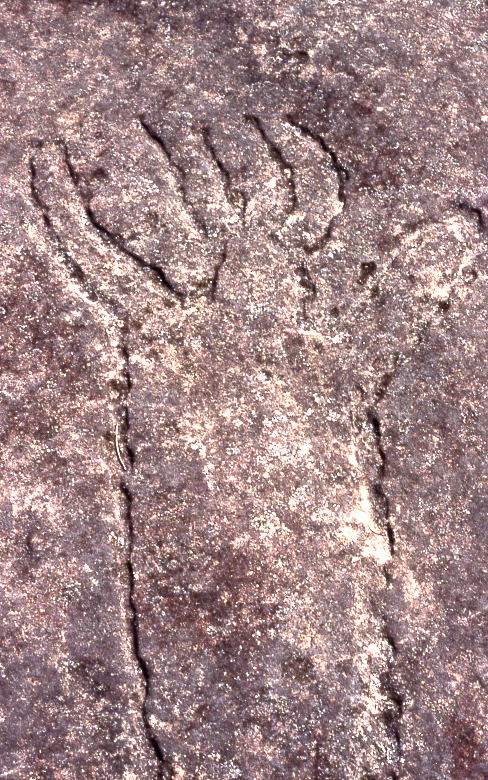
Vermutlich ein Mann
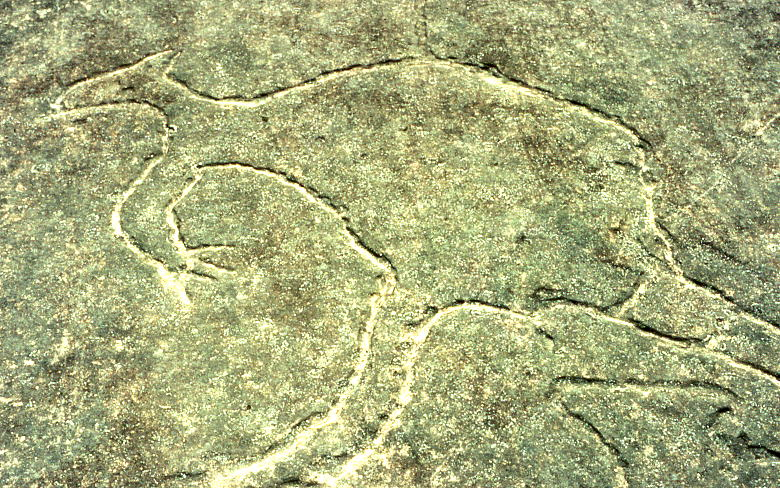
Vermutlich ein Känguru

Der Name Terrey Hills wird auf beiden Familiennamen Obediah James Terrey und Samuel Hills zurückgeführt. Sie waren die ersten Europäer, die dort Land nahmen.
Die ersten europäischen Besiedlungen erfolgten in der Zeit von etwa 1850 bis 1880 Jahren. In der Folgezeit steigerte sich diese Entwicklung kaum. Erst in den Nachkriegsjahren ab 1945 stieg sie an. In den 1990er Jahren ging die Bevölkerungszahl geringfügig zurück, inzwischen folgt sie der Bevölkerungsentwicklung von Sydney.
Terrey Hills grenzt auch Gebiete des Garigal-Nationalparks und Ku-ring-gai-Chase-Nationalparks.
Die Post von Terrey Hills eröffnete am 17. Mai 1935.

## Wirtschaft
In Terrey Hills gibt es unter anderem eine Post, eine IGA Filiale, mehrere Spezialitätenläden, ein paar Restaurants und eine Freiwillige Feuerwehr.

## Bildung
Es gibt sechs Schulen in Terrey Hills.
- Northern Beaches Christian School (NBCS)
- The Sydney Japanese School
- Terrey Hills Public School
- Kinma School
- German International School Sydney (GISS)
- Forestville Montessori School Secondary Campus